# Jung, brutal, gutaussehend 2
Jung, brutal, gutaussehend 2 ist das zweite Kollaboalbum der deutschen Rapper Kollegah und Farid Bang. Es erschien am 8. Februar 2013 über das Independent-Label Selfmade Records. Der Vertrieb erfolgt über Groove Attack. Jung, brutal, gutaussehend 2 stieg auf Platz 1 der deutschen, österreichischen und schweizerischen Album-Charts ein. Der Abschluss der JBG-Trilogie erschien im Dezember 2017.

## Hintergrund
Im Juni 2009 erschien ein gemeinsames Album von Farid Bang und Kollegah unter dem Titel Jung, brutal, gutaussehend. Mit diesem positionierte sich das Duo auf Rang 30 der deutschen Charts. Obwohl die Reaktion der Musikpresse auf das Kollabo-Projekt durchwachsen ausgefallen war, entwickelte sich Jung, brutal, gutaussehend unter zahlreichen Anhängern der beiden Rapper zu einem Favoriten unter den Veröffentlichungen Kollegahs und Farid Bangs. Dies führte dazu, dass die Rapper wiederholt nach einem zweiten Teil befragt wurden. In einem Interview mit Kollegah im September 2011 gab der Rapper schließlich bekannt, dass ein Nachfolger zu Jung, brutal, gutaussehend in Planung sei. Ende März 2012 verkündete Farid Bang über das soziale Netzwerk Facebook, einen Vertrag für Jung, brutal, gutaussehend 2 unterschrieben zu haben. Am 18. Oktober 2012 wurde schließlich die Veröffentlichung von Jung, brutal, gutaussehend 2 für den 8. Februar 2013 bekannt gegeben.

## Entstehung
Der Arbeitsprozess zu Jung, brutal, gutaussehend 2 dauerte ein Jahr lang. Kollegah und Farid Bang nahmen alle Stücke des Albums bei Daniel „Koree“ Coros in den Homeboy Studios in Düsseldorf auf. Die Melodien der Lieder wurden von einer Reihe von Hip-Hop-Produzenten beigesteuert. So produzierten Shuko, Johnny Illstrument, M3, Brisk Fingaz, Abaz, Hookbeats, Cristal, Joshimixu, KD-Beatz, Cubeatz, United Hustlers, Freedo, Chrizmatic und Juh-Dee die Stücke des Albums. Die Lieder Jung, brutal, gutaussehend 2013 und Du liegst wurden zusätzlich durch den Einsatz von Live-Instrumenten erweitert. Lars Erhardt spielte für Jung, brutal, gutaussehend 2013 Gitarre ein. Die Melodie zu Du liegst wurde von Hans Ziller ebenfalls mit Gitarren-Einspielungen ergänzt. Nach den Aufnahmen übernahm Yunus „Kingsize“ Cimen die Abmischung der Musik. Das abschließende Mastering wurde von Chris Gehringer von Sterling Sound in New York durchgeführt.

## Titelliste

### Album

Kollegah und Farid Bang (2012)

| #  | Titel                            | Bemerkung                                 | Produzent                               | Länge |
| -- | -------------------------------- | ----------------------------------------- | --------------------------------------- | ----- |
| 1  | Dynamit                          |                                           | Johnny Illstrument, United Hustlers     | 2:42  |
| 2  | Friss oder stirb                 |                                           | Shuko, Freedo                           | 3:07  |
| 3  | Bossmodus                        |                                           | Hookbeats, Cristal, United Hustlers     | 3:05  |
| 4  | Adrenalin                        |                                           | Shuko                                   | 3:53  |
| 5  | Du kennst den Westen             |                                           | Brisk Fingaz, Chrizmatic                | 2:43  |
| 6  | Stiernackenkommando              |                                           | M3                                      | 3:59  |
| 7  | 4 Elemente                       | enthält Sample aus Chinatown von Kollegah | Johnny Illstrument, Brisk Fingaz (Cuts) | 2:58  |
| 8  | Steroidrap                       |                                           | Hookbeats, Cristal, United Hustlers     | 4:10  |
| 9  | Dissen aus Prinzip               |                                           | Brisk Fingaz                            | 3:34  |
| 10 | Welche deutsche Crew ist besser? |                                           | Abaz                                    | 3:38  |
| 11 | Drive-By                         |                                           | Shuko, Freedo                           | 3:37  |
| 12 | Kriminell & breit gebaut         |                                           | Johnny Illstrument                      | 2:41  |
| 13 | Halleluja                        |                                           | Joshimixu                               | 3:34  |
| 14 | Town, die nie schläft            |                                           | KD-Beatz, Cubeatz                       | 2:41  |
| 15 | Jung, brutal, gutaussehend 2013  |                                           | Brisk Fingaz                            | 3:13  |
| 16 | Gangbanger 2                     | Bonus-Titel der Premium Edition           | Shuko                                   | 2:38  |
| 17 | Titan                            | Bonus-Titel der Premium Edition           | Johnny Illstrument                      | 2:54  |
| 18 | Survival of the Fittest          | Bonus-Titel der Premium Edition           | M3                                      | 3:23  |
| 19 | Ey yo Pt. 2                      | Bonus-Titel der Premium Edition           | Shuko                                   | 3:35  |
| 20 | Du liegst                        | Bonus-Titel der Premium Edition           | Brisk Fingaz                            | 4:01  |
| 21 | Machoattitüde                    | Bonus-Titel der iTunes Deluxe Edition     | Juh-Dee                                 | 3:36  |

### DVD
| # | Titel                | Bemerkung                                            | Länge |
| - | -------------------- | ---------------------------------------------------- | ----- |
| 1 | Aufwärmen            | Fitnesstraining mit Kollegah und Farid Bang          | 30:25 |
| 2 | Aufnehmen            | Dokumentation über den Entstehungsprozess des Albums | 21:44 |
| 3 | Aufklären            | Interview mit Kollegah und Farid Bang                | 33:26 |
| 4 | Dynamit (Musikvideo) |                                                      | 2:55  |

## Versionen
Jung, brutal, gutaussehend 2 erschien in fünf verschiedenen Versionen. Neben der 15 Lieder umfassenden „Standard Edition“ wurde eine „Premium Edition“ veröffentlicht, auf der die Bonus-Titel Gangbanger 2, Titan, Survival of the Fittest, Ey yo Pt. 2 und Du liegst sowie eine DVD enthalten sind. Als weitere über iTunes beziehbare Version wurde die „iTunes Deluxe Edition“ veröffentlicht. Diese besteht aus den 20 Liedern der „Premium Edition“, dem Bonus-Stück Machoattitüde, den Instrumental-Versionen aller Songs sowie drei Musikvideos und einem digitalen Booklet. Des Weiteren erschien eine „Limited Edition“ über das Versandhaus Amazon. In dieser als Box verpackten Version sind die „Premium Edition“, eine Instrumental-CD, ein T-Shirt, ein Poster sowie zwei handsignierte Autogrammkarten der beiden Rapper enthalten. Eine weitere als Box verpackte, ausschließlich im Einzelhandel erwerbbare Version wurde unter dem Titel „Limited Deluxe Edition“ veröffentlicht. Diese besteht aus den Stücken der „Premium Edition“, der DVD und einer Instrumental-CD sowie einem Gutscheincode und einem Gewinnspiel. Die „Limited Deluxe Edition“ ist auf 5.000 Exemplare limitiert.

## Musikalischer Inhalt
Stilistisch gesehen wird das Album in die Rap-Subgenres Battle-Rap und Gangsta-Rap eingeordnet. Das Album enthält keine musikalischen Gastauftritte, deswegen werden alle Hooklines entweder von Kollegah oder Farid Bang gesungen beziehungsweise gerappt. Sowohl Kollegah als auch Farid Bang haben in mehreren Liedern Doubletime-Parts, in denen sie im Vergleich zum Takt mit 1,5-facher Geschwindigkeit rappen (entgegen dem Wortlaut, welcher doppelte Geschwindigkeit vermuten lässt, besitzt ein „Doubletime-Part“ im Vergleich zum Takt lediglich 1,5-fache Geschwindigkeit. Ein „Tripletime-Part“ ist doppelt so schnell.). Verschiedene Prominente – vorrangig andere Rapper – werden auf dem Album gedisst. Darunter befinden sich Laas Unltd., Max Herre, Fler, Sido, Curse, Cro, Kool Savas, Kitty Kat, Das Bo, Ferris MC, MC Rene, Marteria, Miss Platnum, F.R., Die Orsons, Rick Ross und Tyga. Vereinzelte besonders drastische Zeilen, die sich unter anderem auf prominente Personen beziehen, wurden von den Rappern beziehungsweise Selfmade Records selbst zensiert. Dazu zählen Anspielungen auf Gina-Lisa Lohfink und Charlotte Engelhardt sowie das Wort vergewaltigen. Zu den zum Teil kontroversen Texten auf dem Album äußerte sich Kollegah in einem Interview mit Spiegel Online folgendermaßen: „Man muss das mit dem Actionfilm-Genre vergleichen: Um Atmosphäre zu schaffen, muss man das ernst rüberbringen. Testosteronschwangere Filme, in denen Menschen abgeschlachtet werden, wie „300“ zum Beispiel, sind weltweite Kinohits. Unser Rap ist genau so eine Form der Unterhaltung.“

## Illustration
Die Fotos für das Booklet wurden von Paul Rossaint geschossen. Jacob Roschinski übernahm die anschließende Gestaltung des Artworks.

## Vermarktung

### Singles und Videos

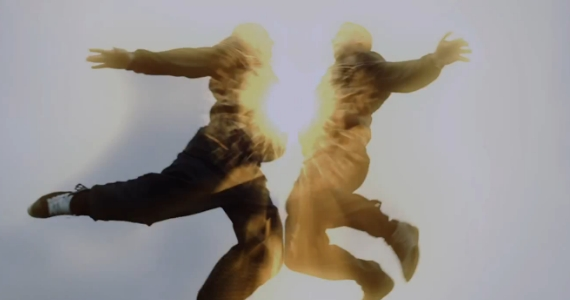
Ausschnitt aus dem Video zu „Dynamit“

Einen Tag nach der Bekanntgabe des Veröffentlichungsdatums von Jung, brutal, gutaussehend 2 wurde ein kostenloses Lied von Kollegah, ein sogenannter „Freetrack“, mit dem Titel G-Punkt veröffentlicht. Am 28. November 2012 erschien das Musikvideo zur ersten digitalen Single Dynamit. Dieses war von der Firma StreetCinema produziert worden. Malic Bargiel übernahm die Produktionsleitung und Daniel Zlotin trat als Regisseur des Videos in Erscheinung. Um einen Eindruck von den Dreharbeiten zu vermitteln, wurde ein Making-of veröffentlicht. Das zweite Musikvideo Drive-By erschien am 19. Dezember 2012. Dieses war von Nazar Films des Österreichers Nazar umgesetzt worden. Als drittes Lied wurde, ebenfalls von Nazar, Du kennst den Westen visuell umgesetzt. Auch dazu wurde einige Tage zeitversetzt ein Making-of veröffentlicht. Mit Stiernackenkommando erschien am 20. Januar 2013 ein viertes Musikvideo, das erneut von Nazar Films produziert worden war. Ende Januar folgte ein Snippet, in dem Auszüge aus den Liedern des Albums präsentiert werden. Kurz vor der Album-Veröffentlichung erschien ein weiteres Musikvideo zu Dissen aus Prinzip. Am 11. Februar 2013 stellte Kollegah mit Der Fahrkartenkontrolleur einen weiteren Freetrack zum Herunterladen bereit. Am 3. März 2013 wurde das sechste Musikvideo des Albums zu dem Lied Halleluja veröffentlicht. Dieses war unter der Regie von Markus und Michael Weicker entstanden.
Im Vorfeld der Veröffentlichung erschienen des Weiteren Videos von Farid Bang und Kollegah bei Besuchen in unterschiedlichen Städten. Bereits im Zuge der Vermarktung der Alben Hoodtape Volume 1 X-Mas Edition und Bossaura von Kollegah waren Reisen veranstaltet worden. Mitte November 2012 wurde ein Video zu einem Besuch der Rapper im Movie Park Germany in Bottrop-Kirchhellen veröffentlicht. In diesem äußern Kollegah und Farid Bang unter anderem spitze Bemerkungen gegen den Rapper Fler. Wenige Tage nach der Veröffentlichung wurde das Video auf dem Videoportal YouTube gesperrt, was von verschiedenen Medien mit den Kommentaren gegen Fler in Verbindung gebracht wurde. Mitte Dezember 2012 wurden Aufnahmen einer Reise der Rapper in die lettische Hauptstadt Riga veröffentlicht. Diese erschienen in Form einer dreiteiligen Videoreihe. Ein weiterer Videoblog entstand im Zuge eines Videodrehs in Wien. Für das Hip-Hop-Magazin Juice stellten Kollegah und Farid Bang das Stück Titan (The Bionx Remix) als sogenanntes Juice Exclusive! für die 115. Juice-CD zur Verfügung.

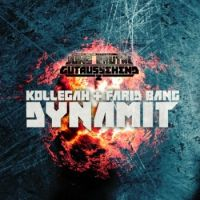
Cover der Single „Dynamit“
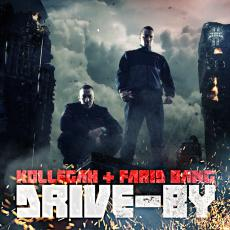
Cover der Single „Drive-By“
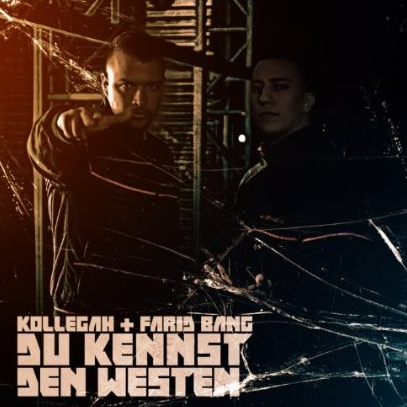
Cover der Single „Du kennst den Westen“
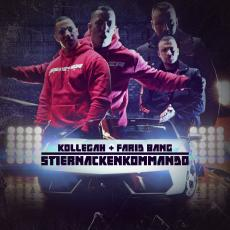
Cover der Single „Stiernackenkommando“

### Tournee
Vom 2. April bis 14. April 2013 absolvierten Kollegah und Farid Bang eine gemeinsame Tournee unter dem Titel „JBG-2“-Tour. Die mehrere Städte umfassende Konzert-Reihe startete in Hamburg und wurde mit einem Auftritt in Köln beendet. Ein angekündigter zweiter Teil der Tournee, der vom 27. November bis zum 18. Dezember 2013 stattfinden sollte, wurde am Anfang Mai abgesagt. Dies wurde mit dem Zeitmangel begründet, den Kollegah und Farid Bang durch die Arbeit an ihren Soloprojekten haben.

## Rezeption

### Auszeichnung
2013 wurde Jung, brutal, gutaussehend 2 in der Kategorie Künstler/Künstlerin/Gruppe Hip Hop/Urban für den Musikpreis Echo nominiert. Das Album konnte sich jedoch nicht gegen Cros Veröffentlichung Raop durchsetzen.

### Kritik

#### Bewertungen der Musikmedien
In einer Rezension der Internetseite Rap.de wurde Jung, brutal, gutaussehend 2 mit sieben von möglichen zehn Punkten bewertet. Der Redakteur Phil Weichert charakterisiert die Veröffentlichung als „konsequentes Battle-Album, das keine Kompromisse“ eingehe. Kollegah und Farid Bang greifen darin zahlreiche Hip-Hop-Musiker an. Dabei gebe es „kaum einen namhaften Rapper, der auf ‚JBG II‘ nicht gefickt, zerlegt, überfahren oder erschossen“ werde. Bereits im ersten Stück Dynamit werden die „unbestreitbaren Stärken“ der Rapper deutlich. Diese seien „kreative Vergleiche“ sowie, insbesondere im Fall von Kollegah, „eine souveräne Raptechnik, die auch bei den oft eingesetzten Doubletime-Parts nie unsauber“ werde. Das Lied Bossmodus wird aufgrund Kollegahs Vortragsweise positiv hervorgehoben. Auch die Produktionen der Stücke werden durch Weichert als „durchgehend hochwertig“ gelobt. Die Melodien zu Dissen aus Prinzip und Jung, brutal, gutaussehend 2013 wirken jedoch „durch ihren E-Gitarren-Einsatz“ unpassend. Dagegen werden die Lieder Steroidrap und Ey Yo Pt. 2 positiv erwähnt. Zusammenfassend könne der Hörer Kollegah und Farid Bang zwar „inhaltliche Redundanz fehlende Innovation und Monotonie vorwerfen“, jedoch seien die Themen so „unterhaltsam umgesetzt, dass sich trotzdem selten Langeweile“ einstelle.
| Professionelle Bewertungen | Professionelle Bewertungen |
| -------------------------- | -------------------------- |
| Kritiken                   |                            |
| Quelle                     | Bewertung                  |
| Laut                       | [ 37 ]                     |
| Rap.de                     | [ 10 ]                     |
| Hiphop.de                  | [ 38 ]                     |
| rappers.in                 | [ 39 ]                     |

Die E-Zine Laut.de vergab drei von möglichen fünf Punkten. Jung, brutal, gutaussehend 2 gehe laut Redakteur Max Brandl im Vergleich zum ersten Teil „einen Schritt in die richtige Richtung“. Das grundlegende Problem der Album-Reihe sei jedoch „der offenkundige Unterschied in punkto verbalem Vermögen der beiden Protagonisten“. So widersetze sich Farid Bang einer Weiterentwicklung. „Flow, Stimme und mündliche Agilität“ des Rappers werden als zäh beschrieben. Dagegen sei Kollegah ein „ungleich stärkerer Rapper“. Dieser trage „komplexe Doppel- bis Vierfachreime, rasende Doubletimesalven und vertrackte Wortspiele […] mit […] süffisant-souveräne[r] ‚Bosshaftigkeit‘“ vor. Lob findet Brandl für die Produktion des Albums. Die Melodien zu Dynamit, Bossmodus und Drive-By sowie dem „mit gezupfter Laute und organischem Trommeln“ ausgestatteten 4 Elemente werden positiv hervorgehoben. Auch die „treibenden Streichern“ des Stücks Adrenalin und die „Beat-Kathedrale“ zu Halleluja werden gelobt. Im Gegensatz dazu charakterisiert Brandl die Melodien der Lieder Dissen Aus Prinzip, Jung, Brutal, Gutaussehend 2013 und Du Liegst als „Totalausfälle“.
Das deutsche Hip-Hop-Magazin Backspin bezeichnete Kollegah und Farid Bang als „extrem gut eingespieltes Team“. Inhaltlich sei „Dissen“ die einzige Mission auf Jung, brutal, gutaussehend 2. Die Befürchtung, Farid Bang könne neben Kollegah „qualitativ nicht mithalten“, werde nicht bestätigt. Es scheine als würde Kollegah „ihn zu kreativen Punchlines und gutem Flow anspornen“. Die Produktionen werden als abwechslungsreich gelobt. Im Gegensatz zu anderen Rezensionen hebt Backspin „Experimente mit Vocalsamples und E-Gitarren“ bei einigen Melodien positiv hervor. Als einziger Makel werden die gesungenen Hooklines bezeichnet.
Erich Unrau vergab in einer Rezension für Hiphop.de sieben von zehn Punkten an das zweite Kollabo-Album von Kollegah und Bang. Auf Jung, brutal, gutaussehend 2 gehe es „politisch unkorrekt, vulgär und ordinär zu“. Die beiden Rapper erfüllen mit „Punchlines en masse, verrückten Doubletimeabfahrten, Flowvariationen [und] endlosen Reimketten“ die Erwartungen der Hörer. Dagegen fehle dem Album „Aussage und inhaltliche Abwechslung“. Anders als ein Großteil der Kritiker bewertet Unrau die Produktionen als unausgewogen. Diese seien „nicht unbedingt zeitgemäß“ und „mindern den Hörgenuss doch merklich“.

#### Kommentare von Nachrichtenmagazinen
Nachdem Jung, brutal, gutaussehend 2 auf Platz 1 der Charts eingestiegen war, wurden neben den Musikmedien auch zahlreiche Nachrichtenmagazine sowie deren Onlineversionen auf Kollegah und Farid Bang aufmerksam. So bezeichnete Spiegel Online den Charterfolg der Veröffentlichung als Rückkehr des deutschen Gangster-Raps. Die beiden Rapper knüpfen „kommerziell an die Großzeiten der Gangster-Rapper um das Aggro-Berlin-Label an“ und widersprechen damit der „meisterzählte[n] Geschichte um den deutschen Hip-Hop, dass der Gangster-Rap tot sei.“
Aleksandar Jožvaj und Dennis Sand erklärten im Stern, dass der kommerzielle Erfolg des Albums ein „Lehrstück über den Triumph wider die stereotypen Mechanismen der Majorlabel“ darstelle. Selfmade Records habe durch „geschickte Marketingstrategien und zeitgemäße Öffentlichkeitsarbeit einen Hype“ um Jung, brutal, gutaussehend 2 erzeugen können. Die hohe Anzahl an Videoauskoppelungen wird ebenfalls aufgegriffen und die Notwendigkeit hervorgehoben. So seien die Interpreten durch die Verringerung der Produktionskosten und die Möglichkeit, Singles in digitaler Form zu veröffentlichen, „nicht mehr abhängig von der Rotation des monopolistischen Musikfernsehens“. Inhaltlich transportiere Jung, brutal, gutaussehend 2 neben der Musik auch einen „Lifestyle“. Des Weiteren bewerten die beiden Redakteure die Musik des Albums als „weitaus vielschichtiger […] als es die stumpfe Thematik auf den ersten Blick“ verheiße. Kollegah sei der „gegenwärtig wohl technisch versierteste deutsche Rapper“. Dagegen ergänze Farid Bang den „Image-Rapper“ Kollegah „um die Facette der […] Authentizität.“
Dennis Sand schrieb in einem Beitrag auf Welt Online, dass Kollegah und Farid Bang den „Paradigmenwechsel in der hiesigen HipHop-Szene“ verkörpern. Durch das Album sei erstmals seit dem kommerziellen Erfolg von Aggro Berlin „Gangsterrap wieder im gesellschaftlichen Mainstream“ angekommen. Kollegah und Farid Bang unterscheiden sich jedoch von den Berlinern, deren Musik sich durch den „kompletten Mangel an Ironie“ auszeichne. Ihre Musik breche mit „Gangsterrap-Klischees, in dem sie diese soweit überspitzen, dass sich die Frage nach der fatalistischen Vorbildfunktion“ nicht stelle. Jung, brutal, gutaussehend 2 sei „ein Stück moderner Straßenpoesie“, die trotz der Härte der Texte dem „höchsten Wert der vielschichtigen Unterhaltung“ unterworfen sei.

#### Reaktionen anderer Künstler
Infolge des kommerziellen Erfolgs von Kollegah und Farid Bang reagierten andere Hip-Hop-Musiker auf Jung, brutal, gutaussehend 2. So äußerte sich PA Sports positiv zur Chartplatzierung. Nach einigen, aus kommerzieller Sicht, wenig erfolgreichen Jahren für deutschen Rap setze die Chartplatzierung ein Zeichen, dass eine „neue Ära“ begonnen habe. Der Rapper Azad, der sich in der Vergangenheit wiederholt negativ zu Kollegahs Musik geäußert hatte, gratulierte über den Mikroblogging-Dienst Twitter zum Erfolg des Albums. Prinz Pi lobte das Album als „sehr gute Unterhaltungsmusik“, über deren Erfolg er sich freue. Aus seiner Sicht sei Kollegah ein „unheimlicher Sprach-Künstler“. Auch Fard äußerte sich positiv. Fler reagierte auf Jung, brutal, gutaussehend 2 in Form eines sogenannten „Disstracks“. In dem Ende Februar veröffentlichten Stück Mut zur Hässlichkeit macht sich der Berliner über die Texte und Vortragsweisen sowie die Images von Kollegah und Farid Bang lustig.
Ferris MC äußerte sich in einem Interview mit der Internetseite Hiphop.de enttäuscht über seine Erwähnung im Lied 4 Elemente. In der von Farid Bang aufgenommenen Strophe lauten zwei Verse „Ich will Action und schieß auf Ferris MC. Denn er ist voll out [„Fallout“] wie das Playstation-Spiel.“ Da er den Stil von Kollegah und Farid Bang möge, empfinde er seine Erwähnung als Enttäuschung. Zudem unterstellen die beiden Rapper ihm durch die Gegenüberstellung ihrer Vorstellung von Hip-Hop und den früheren „Elementen“ des Genres einen Bezug zu Hip-Hop, den er in dieser Form nicht habe. Kurz nach Veröffentlichung des Interviews äußerte Farid Bang über Instagram, dass er keine Abneigung gegenüber Ferris MC habe, und entschuldigte sich bei dem Musiker.

#### Indizierung
Im Januar 2014 wurde das Album durch die Bundesprüfstelle für jugendgefährdende Medien indiziert. Abgesehen von den Stücken Dynamit und Steroidrap seien alle Lieder von Jung, brutal, gutaussehend 2 indizierungsrelevant. In der Begründung stufte das Gremium „Inhalte der CD als jugendgefährdend ein, weil sie verrohend wirken, zu Gewalttätigkeiten anreizen und Frauen und Homosexuelle diskriminieren.“ Durch die Indizierung darf das Album nicht mehr an Kinder unter 18 Jahren verkauft oder über den Versandhandel vertrieben werden. Das Vorgängeralbum war Ende Juni 2012 aufgrund der „in den Liedern geäußerten drastischen Gewaltdarstellungen“ ebenfalls indiziert worden.

## Selbstwahrnehmung
Kollegah erklärte in einem Interview, dass es sich bei Jung, brutal, gutaussehend 2 oberflächlich betrachtet um normalen Gangsta-Rap handele. Dahinter stecke aus seiner Sicht jedoch „viel Technik, Raffinesse und Wortgewandtheit“. Den Erfolg der Veröffentlichung führt er darauf zurück, dass er und Farid Bang von ihren Anhängern als „witzig und sympathisch“ wahrgenommen werden. Zudem werde die langjährige Freundschaft beider Rapper deutlich, die keine von finanziellen Interessen geleitete „Zweckbeziehung“ wie bei vergleichbaren Projekten darstelle. Auch der Labelarbeit misst Kollegah eine Bedeutung für den kommerziellen Erfolg bei.

## Kommerzieller Erfolg

### Chartplatzierungen

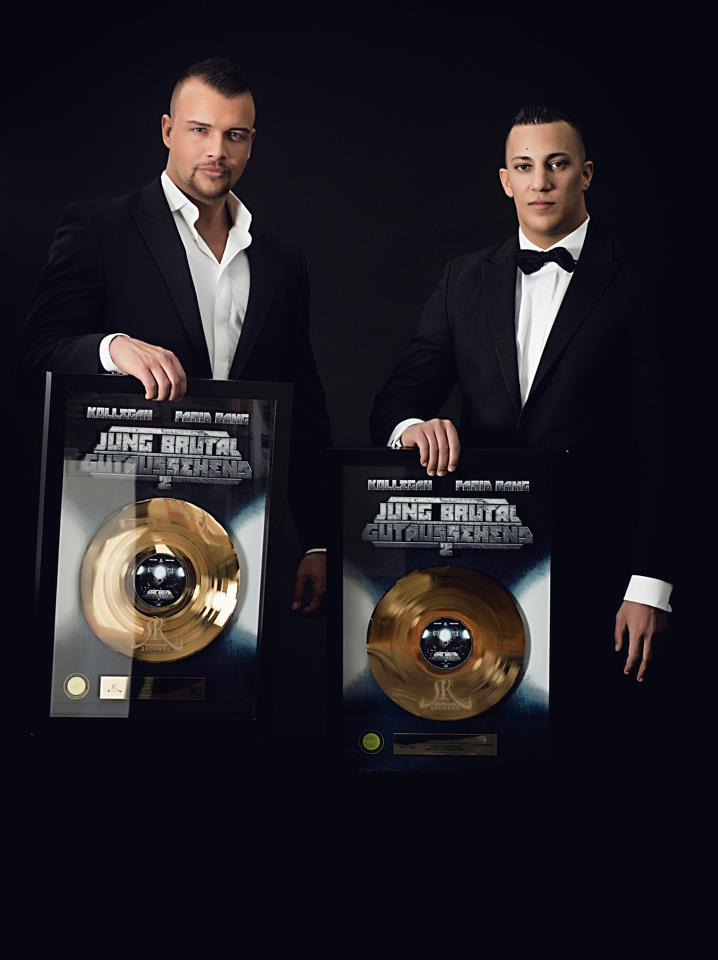
Kollegah und Farid Bang bei der Verleihung der Goldenen Schallplatte für Jung, brutal, gutaussehend 2

Das Album stieg mit 80.000 verkauften Einheiten in der ersten Woche auf Platz eins der deutschen Albumcharts sowie der deutschen Independentcharts ein. Auch in Österreich und in der Schweiz konnte das Album Platz eins der Albumcharts erreichen. Sowohl für Kollegah als auch für Farid Bang stellt Jung, brutal, gutaussehend 2 das erste Nummer-eins-Album dar. Jung, brutal, gutaussehend 2 ist von der Veröffentlichung aus, das deutsche Hip-Hop-Album mit der höchsten Verkaufszahl in der Veröffentlichungswoche, der letzten fünf Jahre in Deutschland. Auf den Verweis auf andere erfolgreiche Hip-Hop-Veröffentlichungen von Cro, Xavas oder Sido erklärte Media Control, dass die Auslieferungen von Alben an den Handel entscheidend für die Vergabe von Gold-Auszeichnungen seien. Diese spiegeln jedoch nicht zwangsläufig die „tatsächlichen Verkäufe an den Endverbraucher“ wider. Im Fall von Kollegah und Farid Bang handele es sich „um die direkten Verkäufe an den Kunden“. Zudem stellte Jung, brutal, gutaussehend 2 einen Download-Rekord als bislang meistverkauftes Hip-Hop-Album in den ersten drei Verkaufstagen in Deutschland auf. In der zweiten Woche fiel das Album auf Platz drei, in der dritten Woche auf Rang fünf und in der vierten Woche auf Platz sieben der deutschen Charts. Am 4. März 2013 wurde verkündet, dass das Album bereits nach drei Verkaufswochen in Deutschland Goldstatus für über 100.000 verkaufte Exemplare erreicht hat. Am 20. Dezember 2013 wurde das Album in Österreich für 7.500 verkaufte Einheiten ebenfalls mit der Goldenen Schallplatte ausgezeichnet. 2013 platzierte sich das Album auf Rang 23 der deutschen Album-Jahrescharts sowie auf Rang vier der deutschen Independent-Jahrescharts. In den österreichischen Jahrescharts belegte das Album Rang 60, in der Schweiz Rang 82.
Die erste digital veröffentlichte Single Dynamit stieg auf Platz 28 der deutschen Single-Charts ein. In der zweiten Woche fiel die Single auf Position 87 ab. Auch in Österreich mit Rang 39 und in der Schweiz mit Position 41 konnte sich die Single in den Charts platzieren. Das Stück Drive-By, das als zweite Single ausgekoppelt worden war, erreichte Platz 41 der deutschen Single-Charts. Nachdem das Lied in der zweiten Woche aus den Charts ausgestiegen war, belegte es in der dritten Woche Rang 86 und in der vierten Woche Position 93. Mit der dritten digitalen Single Du kennst den Westen stieg das Duo auf Platz 41 der deutschen Charts ein. In Österreich konnte Position 71 erreicht werden. Die vierte Single Stiernackenkommando positionierte sich in Deutschland auf Rang 58. In der zweiten Woche fiel das Stück auf Platz 97.
| ChartsChartplatzierungen | Höchstplatzierung | Wochen |
| ------------------------ | ----------------- | ------ |
| Deutschland (GfK)        | 1 (13 Wo.)        | 13     |
| Österreich (Ö3)          | 1 (8 Wo.)         | 8      |
| Schweiz (IFPI)           | 1 (6 Wo.)         | 6      |

| ChartsJahrescharts (2013) | Platzierung |
| ------------------------- | ----------- |
| Deutschland (GfK)         | 23          |
| Österreich (Ö3)           | 60          |
| Schweiz (IFPI)            | 82          |

### Auszeichnungen für Musikverkäufe
| Land/Region        | Auszeichnungen für Musikverkäufe (Land/Region, Auszeichnung, Verkäufe) | Verkäufe |
| ------------------ | ---------------------------------------------------------------------- | -------- |
| Deutschland (BVMI) | Gold                                                                   | 100.000  |
| Österreich (IFPI)  | Gold                                                                   | 7.500    |
| Insgesamt          | 2× Gold ·                                                              | 107.500  |